# 公元2000
《公元2000》（英語：2000 AD）是一部於2000年上映的華語電影，此電影為香港與新加坡合作出品，由陳嘉上擔任執導。

## 劇情內容
Gregory（呂良偉飾）是個Y2K專家，在他蔽蔭下弟弟Peter（郭富城飾）生活完全無憂，一味沉浸在電腦世界，像個長不大的小孩。沒想到，當公元2000年來臨，世界全變了樣，只能在電影中才可看到的特種部隊突然闖入他家！

## 演員表
- 郭富城 飾
- 吳彥祖 飾
- 郭妃麗 飾
- 賴興祥（英语：James Lye） 飾
- 連　凱 飾
- 蔡樂芝 飾
- 呂良偉 飾 李國維（Greg）
- 吳鎮宇 飾 伍志強（Ronald）
- 許美珍 飾
- 盧惠光 飾 狙擊手
- 何華超 飾 政府保安科人員
- 陳凱誼 飾 Fanny
- 李思捷 飾 友人甲
- 陸劍青 飾 銀行職員

## 獎項及提名
| 年份 | 頒獎典禮                  | 獎項       | 名字   | 結果 |
| ---- | ------------------------- | ---------- | ------ | ---- |
| 2001 | 第7屆香港電影評論學會大獎 | 最佳男演員 | 吳鎮宇 | 獲獎 |
| 2001 | 第6屆香港電影金紫荊獎     | 最佳男配角 | 吳鎮宇 | 獲獎 |
| 2001 | 第20屆香港電影金像獎      | 最佳男配角 | 吳鎮宇 | 獲獎 |

## 外部連結
- 香港影庫上《公元2000》的資料（繁體中文）
- 開眼電影網上《公元2000》的資料（繁體中文）
- 豆瓣电影上《公元2000》的資料 （简体中文）
- 时光网上《公元2000》的資料（简体中文）
- AllMovie上《公元2000》的资料（英文）
- 爛番茄上《公元2000》的資料（英文）
- 互联网电影数据库（IMDb）上《公元2000》的资料（英文）